# Maylandia lanisticola
Maylandia lanisticola är en fiskart som först beskrevs av Burgess, 1976.  Maylandia lanisticola ingår i släktet Maylandia och familjen Cichlidae. Inga underarter finns listade i Catalogue of Life.